# Terrible Certainty
Albums de Kreator
Pleasure to Kill Extreme Agression
Terrible Certainty est le troisième album du groupe de thrash metal allemand Kreator sorti en 1987 sous Noise Records.

## Track listing
1. "Blind Faith" – 4:07
2. "Storming With Menace" – 4:25
3. "Terrible Certainty" – 4:28
4. "As the World Burns" – 3:50
5. "Toxic Trace" – 5:32
6. "No Escape" – 5:00
7. "One of Us" – 4:00
8. "Behind the Mirror" – 4:34
9. "Impossible to Cure" – 2:40
10. "Lambs to the Slaughter" (Raven cover) – 3:33
11. "Terrible Certainty" (live at the Wacken Open Air en 1988) – 5:31
12. "Riot of Violence" (live at the Wacken Open Air en 1988) – 5:39
13. "Awakening of the Gods" (live at the Wacken Open Air en 1988) – 7:11

Durée totale (version originale): 35:39
Les titres 9 à 13 sont les titres bonus de la version remasterisée. Ils proviennent de l'EP Out of the Dark ... Into the Light sorti en 1988.

## Credits
- Mille Petrozza – Chant, Guitare
- Jörg "Tritze" Trzebiatowski – Guitare
- Roberto "Rob" Fioretti – Basse
- Jürgen "Ventor" Reil – Batterie
- Enregistré et mixé au Horus Studio à Hanovre, en Allemagne
- Produit par Roy Rowland
- Masterisé au Studio Nord à Brême en Allemagne
- Illustration pochette par Phil Lawvere